# Ellos volvieron – Die Rückkehrer
Ellos volvieron – Die Rückkehrer (spanischer Originaltitel: Ellos volvieron, „Sie kehrten zurück“) ist ein argentinischer Film von Iván Noel aus dem Jahr 2014.

## Handlung
In einer kleinen argentinischen Stadt verschwinden drei Kinder im Grundschulalter und tauchen nach einer Suchaktion von selbst wieder bei ihren Eltern auf, nackt, mit äußerlichen Verletzungen und offenbar unter Schock stehend. Inspektor Cohen von der Bundespolizei wird in der Folge zur Aufklärung des Falls geschickt, zusammen mit Bürgermeister, Richterin, Schuldirektorin und -psychologin. Da die Kinder sexuell verstümmelt wurden, wird ein Sexualvergehen angenommen. In der Stadt, die früher von der geflohenen Nazi-Familie Himmel kontrolliert wurde, machen Verdächtigungen die Runde, vor allem auf die Nachkommen der Nazis bezogen. Besonders die Mutter eines der Kinder, Lucio, steht schwer unter Schock.
Die Ermittlungen konzentrieren sich schnell auf das alte, verfallene Krankenhaus, das der Pfarrer als moralische Müllhalde der ganzen Stadt bezeichnet und das von den Kindern als Spielplatz benutzt wird. Dort haust auch der alte Himmel, der von den Menschen gemieden wird und verrückt ist. Schon kurz nach den Ereignissen kommt es zu einem Zwischenfall, bei dem Himmel in den Tod stürzt, nachdem er den drei Kindern begegnet ist. Es ist unklar, ob er selbst gesprungen ist oder gestoßen wurde. Der Inspektor findet auch heraus, dass Lucios Großvater einst Eigentümer des Krankenhauses und des zugehörigen Landes war, dann jedoch von der Stadt enteignet wurde, die ein neues Krankenhaus bauen sollte. Allerdings wurden die staatlichen Gelder laut Lucios Mutter von Bürgermeister und Richterin unterschlagen und als ihr Vater dagegen klagte, landete er im Gefängnis.
Der Lehrer der Kinder, der erst seit zwei Jahren in der Stadt lebt, gerät in Verdacht, mit der Sache zu tun zu haben. Er vermutet jedoch deutlich mehr hinter dem Vorfall und eröffnet dem Inspektor und der Schulpsychologin, dass es hier um etwas Böses ginge, worunter die Kinder der Stadt zu leiden hätten, und dass dieses Böse korrigiert werden müsse. Die Kinder seien tatsächlich schon tot, nur ihre Seelen seien zurückgekehrt. Bürgermeister und Schuldirektorin beschließen derweil, dass die Kinder in eine geschlossene Anstalt eingewiesen werden sollten, um die negative Berichterstattung über die Stadt zu beenden. Doch als der Bürgermeister eines Nachts Lucio begegnet, bricht er mitten auf der Straße zusammen und wird von einem Auto überfahren. Der Inspektor verlangt von der Richterin die Akten über die Enteignung des Krankenhauses, was diese sehr gegen ihn aufbringt. Lucios Mutter ist immer verzweifelter wegen des Zustandes ihres Sohnes und sucht Hilfe bei der Schulpsychologin.
Es geschehen weitere Todesfälle: Erst wird die Schuldirektorin auf dem Schulhof von einem umstürzenden Basketballkorb erschlagen, unter den teilnahmslosen Blicken der Kinder, dann bricht die Richterin während eines öffentlichen Auftritts plötzlich mit ungewöhnlich starkem Nasenbluten zusammen. Die Schulpsychologin erhängt sich, nachdem sowohl Kinder als auch der Lehrer sie unmissverständlich dazu aufgefordert haben. Die Aufmerksamkeit des Inspektors wurde mittlerweile auf den letzten Liebhaber von Lucios Mutter gelenkt und er macht sich auf die Suche nach dessen Wohnwagen. Währenddessen haben Lucio und die beiden anderen Kinder den Mann bereits aufgespürt und in Rückblenden wird gezeigt, wie er die Kinder im alten Krankenhaus der Reihe nach erstickt und dann nackt dort liegengelassen hat. Ihre Wunden wurden ihnen danach von streunenden Hunden zugefügt. Er ermordete Lucio, da dieser ein Ergebnis von Inzucht war: Sein Großvater hatte ihn mit seiner Mutter gezeugt. Die Kinder bringen den Mann dazu, mit seinem Wohnwagen auf einer Bergstraße zu beschleunigen und schließlich unter Beobachtung des Inspektors und des Lehrers in die Tiefe zu stürzen.

## Produktion und Veröffentlichung
Nach Limbo – Children of the Night handelt es sich bei Ellos volvieron um Noels insgesamt sechsten Film und den dritten argentinischen. Er wurde wie die Vorgänger in der Provinz Córdoba gedreht. Die Low-Budget-Produktion kostete etwa 50.000 $. Zwei der Schauspieler hatten bereits zuvor mit Noel zusammengearbeitet: Romina Pinto in Vuelve und Lauro Verón in Limbo. Als professionelle Schauspieler stießen Jorge Booth als Inspektor und Edmee Arán als Richterin dazu.
Der Film erschien 2014 beim britischen DVD-Label One Eyed Films unter dem Titel The Returned. Er hatte seine Weltpremiere in Tours beim Mauvais Genre Film Festival 2015 und wurde auch auf dem Brussels International Fantastic Film Festival 2015 im Wettbewerb gezeigt. Die deutsche DVD-Ausgabe des Films erschien am 21. April 2017 bei cmv-Laservision als Original mit deutschen Untertiteln, wie zuvor auch schon sämtliche andere Filme Noels.

## Rezeption
Der Film erhielt gemischte Kritik.
Martyn Wakefield verglich den Film auf BloodGuts UK mit der französischen Fernsehserie ähnlichen Namens und attestierte Ähnlichkeiten, wobei der Film jedoch stärker politisch sei; deutlich sei der „Abscheu“ gegenüber dem Einfluss der Nationalsozialisten in Argentinien nach dem Zweiten Weltkrieg. Er lobte den „brillant eindringlichen Soundtrack“ und die „grüblerische Melancholie“, die „zwischen Grusel und Schönheit“ den ganzen Film übersäe. Die starke Geschichte von mit dem Fantastischen vermischter Wirklichkeit erinnere auch an Pans Labyrinth oder The Devil’s Backbone. Außerdem hob Wakefield die Schauspielleistungen der drei Kinder hervor. Die wunderschöne Szenerie Argentiniens komme gut zur Geltung, auch wenn die ruhigen Momente des Films die Geduld der Zuschauer auf die Probe stellen könnten.
Sergio Lopez vergab für den Film auf TerrorWeekend.com 2 von 5 Punkten. Er kritisierte die „platten Figuren“, die „schwache Produktion“, die in nur einer Szene „zwischen Poesie und Fernsehfilm“ wechselnde Kameraarbeit und die „nervtötende Musik“. Die Schauspieler würden dem Film einen „schlechten Dienst“ erweisen, mit Ausnahme der Kinder, die ihre Rollen perfekt verkörpern würden. Lopez hebt die Leistung Noels in der Arbeit mit den Kinderdarstellern, die den Großteil des Gewichts des Films zu tragen hätten, sehr positiv hervor, während das Drehbuch die Zuschauer „gleichgültig und manchmal ratlos“ zurücklasse.